# Lougratte
Lougratte település Franciaországban, Lot-et-Garonne megyében. Lakosainak száma 422 fő (2022. január 1.). Lougratte Cancon, Castillonnès, Ferrensac, Montauriol, Montaut, Saint-Eutrope-de-Born és Saint-Maurice-de-Lestapel községekkel határos.

## Népesség
A település népességének változása:
| Lakosok száma | 479  | 394  | 404  | 439  | 443  | 418  | 402  | 403  | 413  | 422  |
|               | 1968 | 1982 | 1990 | 2006 | 2013 | 2015 | 2017 | 2019 | 2020 | 2022 |